# (1227) Geranium
(1227) Geranium és l'asteroide número 1227 que pertany al cinturó exterior d'asteroides. Va ser descobert per l'astrònom Karl Wilhelm Reinmuth des de l'observatori de Heidelberg, el 5 d'octubre de 1931. La seva designació alternativa és 1931 TD. Està anomenat pels geranis, una planta de la família de les geraniàcies.